# Vojtěch Drahokoupil
Vojtěch Drahokoupil (* 31. srpna 1995 Liberec) je český zpěvák.

## Život
Vojtěch Drahokoupil se narodil 31. srpna 1995 v Liberci, od svých osmi let ale žije v Toužimi, kde působil v místní kapele All For 69. V letech 2014–2017 byl členem hudební kapely New Element. Od roku 2018 je moderátorem Mixxxer Show, kterou vysílá televize Óčko.
V roce 2018 se zúčastnil páté řady soutěže Tvoje tvář má známý hlas. Zvítězil hned v prvním kole, kde ztvárňoval Adele a její píseň „Rolling in the Deep“. Celkově obsadil v soutěži šesté místo.
V roce 2018 se stala jeho přítelkyní Kristýna Kubíčková, Česká Miss Earth 2016. V roce 2019 se však pár rozešel. Drahokoupil také moderoval pořad televize TUTY TUTY chart.
V roce 2022 se zúčastnil soutěže Survivor Česko & Slovensko, ze které odstoupil z psychických důvodů během úvodních dnů.